# Chlamydoselachus lawleyi
Espèce
Chlamydoselachus lawleyi est une espèce de requins fossiles datant du Pliocène supérieur, ancêtre de l'espèce actuelle Chlamydoselachus anguineus, le requin-lézard.

## Historique

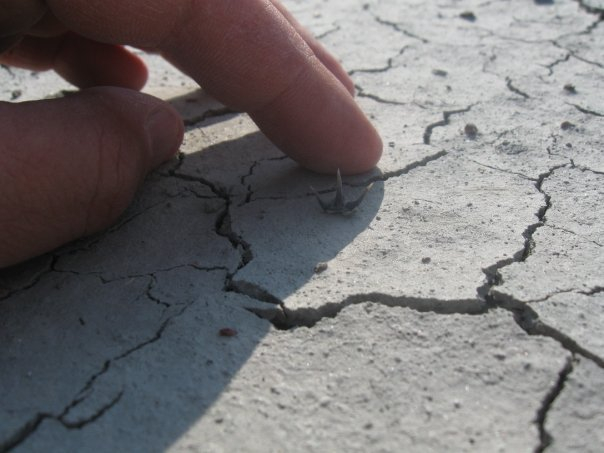
Découverte d'une dent Chlamydoselachus lawleyi.

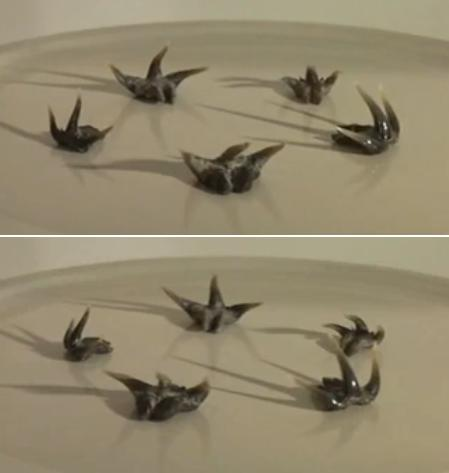
Dents de Chlamydoselachus lawleyi.

Un nombre considérable de dents de cet animal, membre de la famille des Chlamydoselachidae, a été découvert en Toscane (Italie) près de la ville de Sienne.

## Âge
Leur âge est principalement Pliocène supérieur (Plaisancien) mais semble se prolonger un peu durant l'extrême base du Pléistocène (Gélasien), entre environ −3,1 et −2,5 Ma (millions d'années).